# Bürg-Vöstenhof
Bürg-Vöstenhof är en kommun  i Österrike. Den ligger i distriktet Neunkirchen i förbundslandet Niederösterreich, 70 kilometer söder om huvudstaden Wien.
Kommunen består av två orter (Ortschaften) (inom parentes invånarantal 1 januari 2024):
- Bürg (127)
- Vöstenhof (33)